# Akinori Nakanishi
Akinori Nakanishi (jap. 仲西昭徳 Nakanishi Akinori; ur. 1954 w Japonii) – japoński projektant samochodów, od czerwca 2004 główny projektant koncernu Mitsubishi Motors Company.
Pracę w Mitsubishi rozpoczął w 1977, zaraz po ukończeniu studiów i był odpowiedzialny za zaprojektowanie między innymi dwóch generacji (1991 i 2003) Mitsubishi Colt, koncepcyjnego Mitsubishi HSR oraz Mitsubishi L200.